# Nouvelle synagogue de Gdańsk-Wrzeszcz
 (septembre 2021).

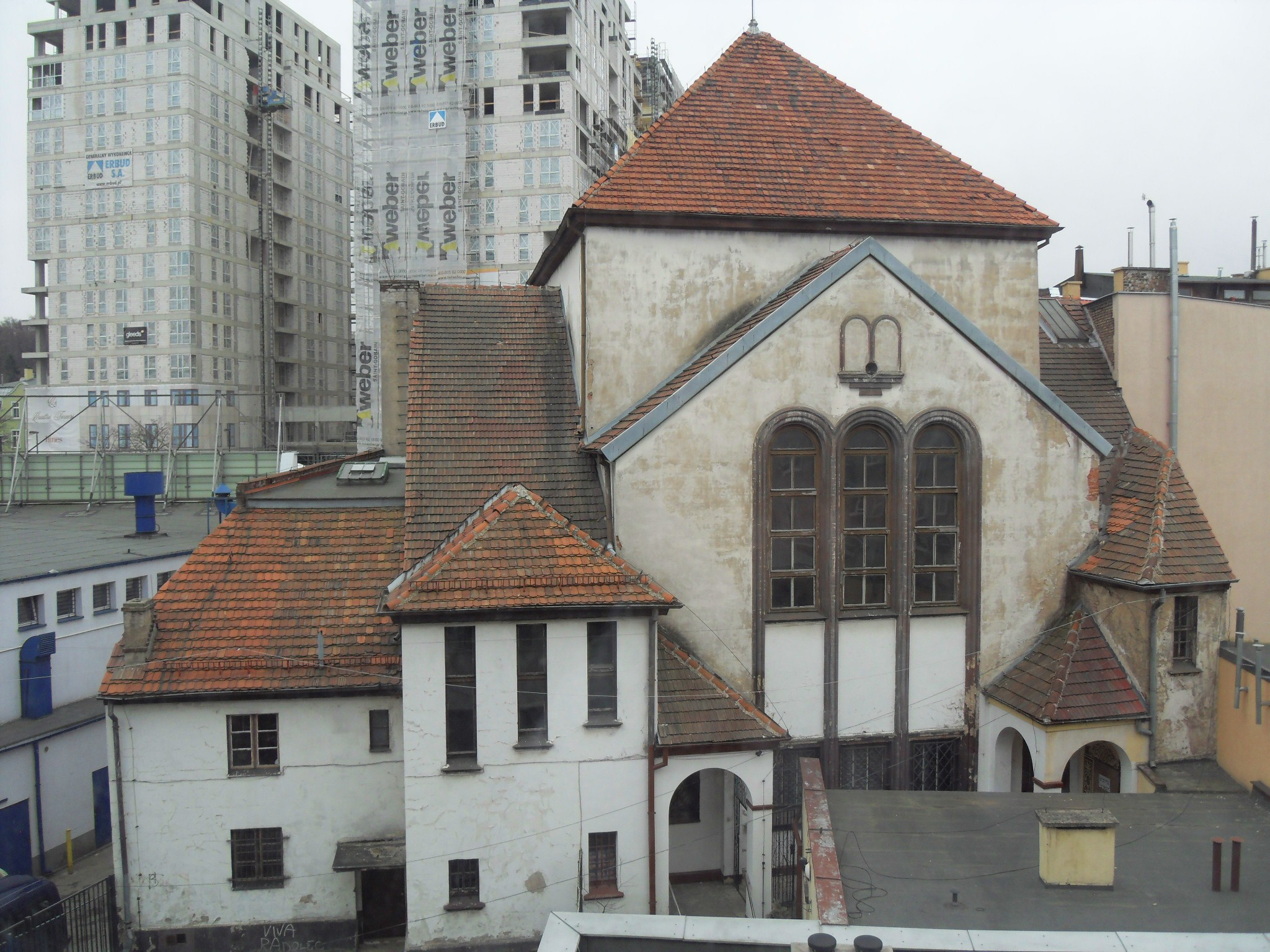
Nouvelle synagogue de Gdańsk-Wrzeszcz

La nouvelle synagogue de Gdańsk-Wrzeszcz (en polonais : Nowa Synagoga w Gdańsku-Wrzeszczu) a été construite entre 1926 et 1927 selon les plans des architectes berlinois Paul Imberg et Leopold Friedmann .

## Histoire
L'ancienne synagogue sur le Marché a existé de 1775 à 1887, et après l'achèvement de la grande synagogue de Gdansk, elle a été fermée.
Pendant la Nuit de Cristal du 9 au 10 novembre 1938, la Nouvelle Synagogue est également démolie. En 1939, la communauté juive vendit finalement la synagogue à l'atelier de menuiserie Bernhard Hagemann et Fils. Après la Seconde Guerre mondiale, le bâtiment est restitué à la communauté juive par le gouvernement polonais en octobre 1945. À partir de 1946, la synagogue n'a été que mal réparée par manque d'argent. De 1948 à 1951, le bâtiment a été entièrement rénové puis utilisé à nouveau par la communauté juive comme lieu de culte. La synagogue est aujourd'hui un bâtiment classé.
Depuis le 31 août 2009, la synagogue est sous la souveraineté de l'administration de Gdańsk de l'Union des communautés religieuses juives de Pologne ,,.

## Liens
- Nouvelle synagogue de Gdańsk-Wrzeszcz sur sztetl.org.pl